# Editathon

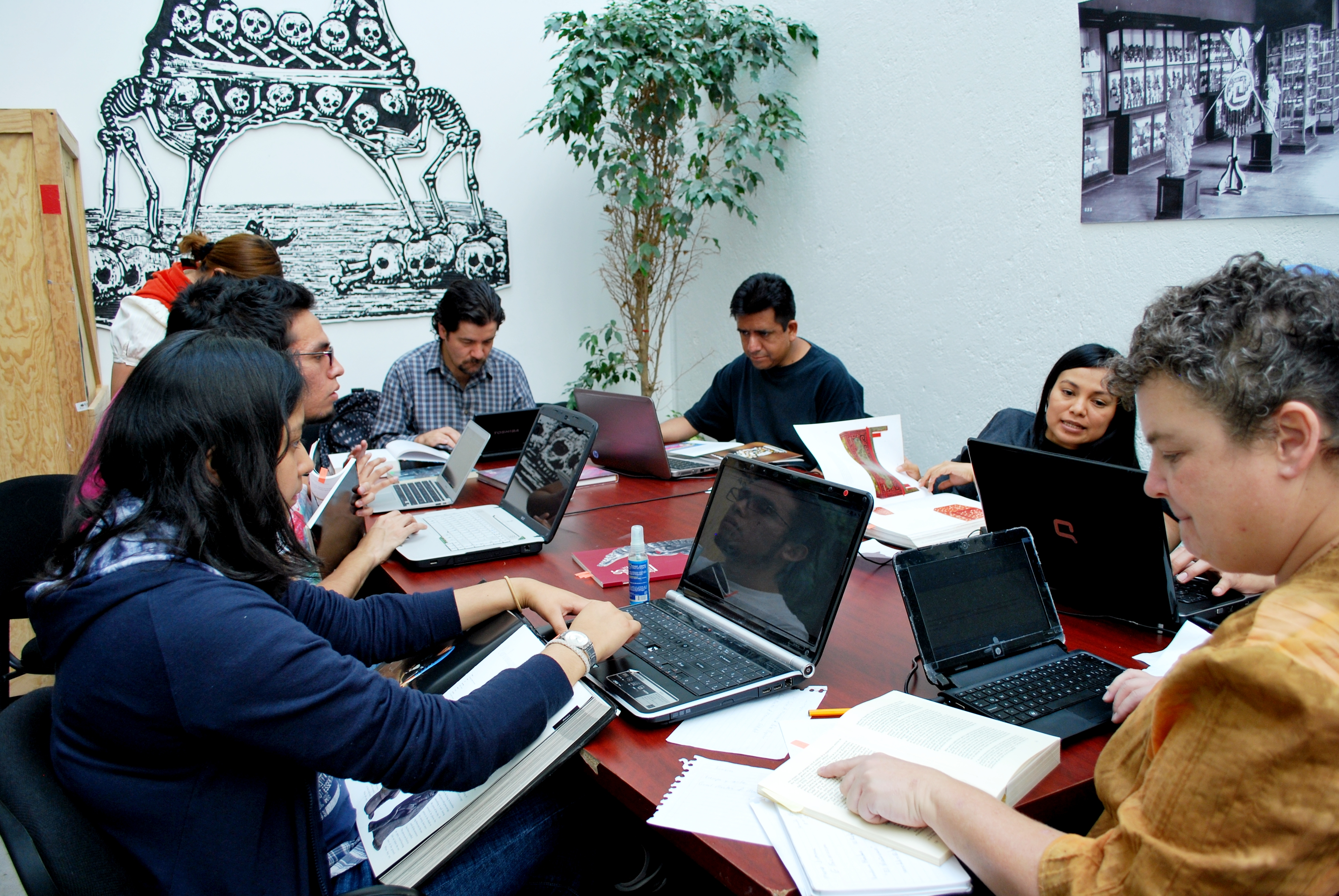
Un edit-a-thon nel 2012 in Messico al Museo de Arte Popular, Città del Messico.

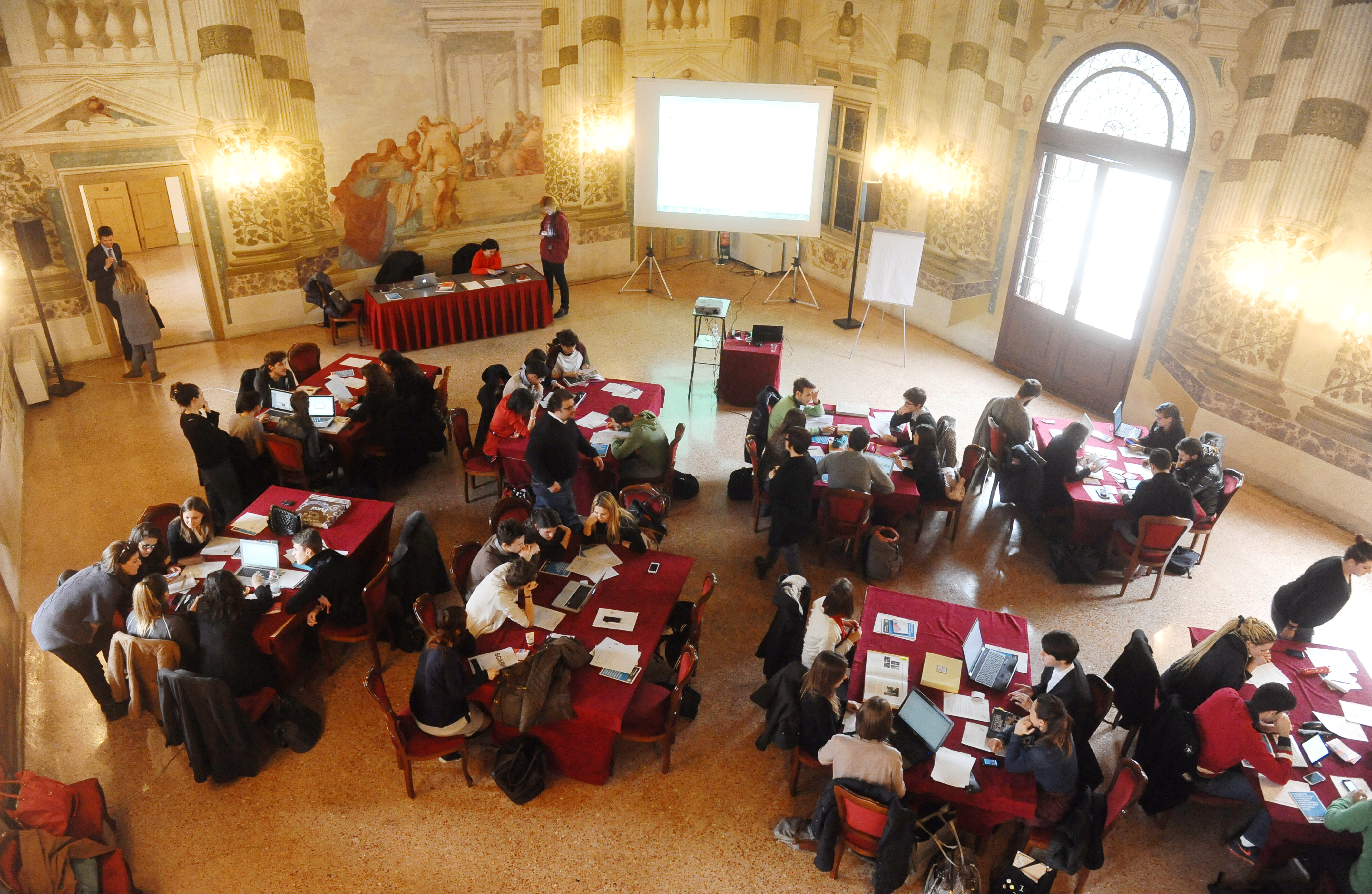
Europeana Fashion Editathon 2013 al Museo Rossimoda della calzatura

Una editathon (anche edit-a-thon, sincrasi composta dalle parole edit e marathon) è un evento organizzato nelle comunità di progetti online come Wikipedia, OpenStreetMap (per cui prendono il nome di mapathon) o LocalWiki, durante il quale i contributori creano, modificano e migliorano gli articoli su un tema, soggetto o su un tipo specifico di contenuto. I nuovi contributori di solito ricevono una formazione di base sulla collaborazione a questi progetti.
Le editathon sono generalmente chiamate "giornate contributive" o "maratone di contribuzione".